# SN 1970B
SN 1970B – supernowa odkryta 7 marca 1970 roku w galaktyce A105300+1405. W momencie odkrycia miała maksymalną jasność 15,00m.